# ViewMAX
ViewMAX は、DR DOS バージョン5と6に付属していたファイルマネージャ。GEM GUI の縮小版に基づいている。

## バージョン
ViewMAX 1.00 は DR DOS 5.0 に付属していた。それ以前のGEMデスクトップに酷似した2つの固定サイズウィンドウから成る。それぞれのウィンドウは、ファイルやディレクトリを表すアイコンが並んだり、ディレクトリツリーを表示したりする。
ViewMAX 2 は DR DOS 6.0 に付属していた。グラフィカルな改良が多数施されており、各種制御部品の3次元表示ができ、色をユーザー設定可能となっている。DR DOS のタスクスイッチャー TaskMAX もサポートされ、アプリケーションを独立タスクとして起動し、ViewMAXでタスク間の切り替えが可能となっている。ディレクトリツリーは独立したウィンドウではなく、アイコンの並ぶウィンドウの脇に表示されるようになった。
ViewMAX 3 はNovell DOS 7 のファイルマネージャとして開発が行われたが、完成せず、ベータ版のソースコードのみが存在している。アイコンのカラー化、サイズ変更可能なウィンドウ、プログラムのグループ化などの機能があった。